# Il tempo del sole/Mio bel Pierrot
Il tempo del sole/Mio bel Pierrot è il dodicesimo singolo dei Matia Bazar, pubblicato nel 1980, estratto dall'album Il tempo del sole (1980).

## Il disco
Rimane nella classifica dei singoli più venduti in Italia tra la fine del 1980 e del 1981, raggiungendo la 21ª posizione della hit parade settimanale e risultando fra i primi 80 del 1980.

## Il tempo del sole
Usato come sigla del programma televisivo pomeridiano Domenica in trasmesso da Rai 1 nel 1980.

### El tiempo del sol
Versione in spagnolo di Il tempo del sole inserita come prima traccia nell'album omonimo per il mercato latino e, come lato B, nel singolo promozionale pubblicato nel 1980 dalla Epic Records (catalogo EPC 9351) con lato A Nuestra sinfonía.

## Tracce
Scritte, composte ed arrangiate da tutti i componenti del gruppo. In particolare, i testi sono di Giancarlo Golzi e Aldo Stellita, le musiche di Antonella Ruggiero, Piero Cassano e Carlo Marrale.
Lato A
1. Il tempo del sole – 4:36 (edizioni musicali La Bussola/Santa Cecilia[3])

Lato B
1. Mio bel Pierrot – 4:11 (edizioni musicali La Bussola[3])

## Formazione
- Antonella Ruggiero - voce solista
- Piero Cassano - tastiere, chitarra, voce
- Carlo Marrale - chitarra, voce
- Aldo Stellita - basso
- Giancarlo Golzi - batteria

## Classifiche
| Classifica (1980) | Posizione raggiunta |
| ----------------- | ------------------- |
| Italia            | 6                   |